# Dimanche de Thomas

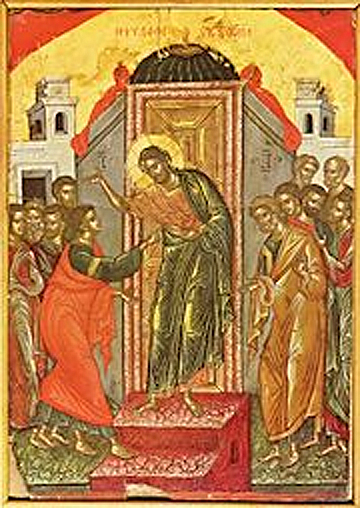
La confession de saint Thomas. Icône orthodoxe.

Le dimanche de Thomas est, dans les Églises d'Orient – Églises orthodoxes et Églises catholiques de rite byzantin – le dimanche après Pâques (P + 7), appelé aussi Antipascha (autre face de Pâques comme fin de la Semaine radieuse). Dans l'Église primitive, c'est lors de ce dimanche que les catéchumènes quittaient leurs aubes et revenaient dans le siècle. À partir de ce jour de l'Antipasqua, l'Église consacre chaque dimanche à la célébration de la Résurrection. Dimanche est nommé Résurrection en russe et Jour du Seigneur en grec.

## Thème
Ce jour célèbre la vision qu'a Thomas, l'apôtre incrédule, de Jésus ressuscité, huit jours après la Résurrection.

### Texte de l'Évangile
Voici le texte de l'Évangile (Jean, 20:24:29).
| 24 | Mais Thomas, l'un des douze, celui qu'on appelle Didyme, n'était pas avec eux lorsque Jésus vint [après la Résurrection]. |
| 25 | Les autres disciples lui dirent donc : « Nous avons vu le Seigneur. » Mais il leur dit : « Si je ne vois dans ses mains la marque des clous, et si je ne mets mon doigt à la place des clous, et ma main dans son côté, je ne croirai point. » |
| 26 | Huit jours après, les disciples étant encore dans le même lieu, et Thomas avec eux, Jésus vint, les portes étant fermées, et se tenant au milieu d'eux, il leur dit : « Paix avec vous ! »                                                     |
| 27 | Puis il dit à Thomas : « Mets ici ton doigt, et regarde mes mains ; approche aussi ta main, et mets-la dans mon côté ; et ne sois pas incrédule, mais croyant. »                                                                               |
| 28 | Thomas lui répondit : « Mon Seigneur, et mon Dieu ! » |
| 29 | Jésus lui dit : « Parce que tu m'as vu, Thomas, tu as cru. Heureux ceux qui n'ont pas vu et qui ont cru. » |

### Contenu de la célébration
Comme pour tous les services jusqu'à l'Ascension, on chante le tropaire pascal. Les épîtres sont tirées des Actes des apôtres ; elles remémorent la vie des premiers Chrétiens en communion avec le Christ. Les lectures sont extraites de Jean, considéré comme particulièrement approprié aux nouveaux baptisés.

## Hymnographie
Tropaire pascal (Mélodie spéciale)
Le Christ est ressuscité d'entre les morts,

repoussant la mort par la mort,

et redonnant la vie aux défunts !
Tropaire (Ton 7)
Du sépulcre, tu as illuminé le monde, ô Vie !

Par les portes closes, tu as rejoint tes disciples, ô Christ !

Renouvelle en nous, par eux, une flamme droite,

Par la grandeur de ta pitié, Ô Résurrection universelle !
Kontakion (Ton 8)
D'un main implorante, Thomas a ému ta pitié, ô Christ.

Lorsque tu es venu vers ton apôtre à travers les portes closes,

Il s'est écrié avec tous : Tu es mon Seigneur et mon Dieu !

### Articles liés
- Fêtes mobiles dans le rite byzantin
- Liste des saints de l'Église orthodoxe
- Grand Carême
- Pâques
- Pentecostarion
- Dimanche des Myrrhophores
- Dimanche du Paralytique
- Dimanche de la Samaritaine
- Dimanche de l'Aveugle-né
- Dimanche des Saints Pères